# Roger Lewis (Manager)
Roger Lewis (* 11. Januar 1912 in Los Angeles; † 12. November 1987 in Washington, D.C.) war ein US-amerikanischer Manager. Er war Chairman von General Dynamics und der erste Präsident der staatlichen Bahngesellschaft Amtrak.

## Leben
Roger Lewis wuchs als Sohn eines Fahrkartenverkäufers der Union Pacific Railroad auf. Später studierte er an der Stanford University. 1938 heiratete er die Niederländerin Elly Thummler.
Nach dem Studium arbeitete er ab 1934 in der Blechbearbeitung von Lockheed Aircraft. In den folgenden Jahren hatte er unterschiedliche Stellen bei Lockheed inne. Während des Zweiten Weltkrieges war er für den Einkauf zuständig und hauptverantwortlich dafür, dass für die Flugzeugproduktion stets genügend Material zur Verfügung stand. 1947 bis 1950 arbeitete er dann als Vizepräsident bei Canadair in Montreal in Kanada. Danach wurde er Vizepräsident bei Curtiss-Wright. Von 1953 bis 1955 war er als Assistant Secretary im United States Secretary of the Air Force für die Beschaffung zuständig. 1955 wechselte er wieder in die freie Wirtschaft. Für die folgenden sieben Jahre war Roger Lewis bei Pan Am als Executive Vice President für die zentrale Verwaltung tätig. Wo er auch einige Projekte zur Nationalverteidigung verantwortete.
1962 wurde er durch Henry Crown zum finanziell angeschlagenen Flugzeug-Konzern General Dynamics abgeworben. Bei diesem Unternehmen war er nacheinander als Chairman, Präsident und CEO tätig. Es gelang ihm, die finanzielle Schieflage des Unternehmens zu beseitigen. 1966 sorgte er zusammen mit anderen Managern dafür, dass Crown seine Mehrheitsbeteiligung am Unternehmen abstoßen musste. Als 1970 General Dynamics auf Grund von Problemen mit dem Jagdbomber F-111 und der Werft in Quincy (Massachusetts) erneut in finanzielle Schwierigkeiten geriet, stieg Crown wieder ein und Roger Lewis musste das Unternehmen verlassen.
Im April 1971 wurde er zum ersten Präsidenten des staatlichen Eisenbahnunternehmens National Railway Passenger Corporation (Amtrak) bestellt. Seine Tätigkeit wurde stark kritisiert, da es ihm nicht gelang, das Defizit zu reduzieren und er andererseits die Zugverbindungen um die Hälfte reduzierte. 1975 endete sein Vertragsverhältnis und er wurde durch Paul H. Reistrup abgelöst.
Danach war Roger Lewis als Berater für verschiedene Unternehmen tätig.